# زلباخ بای هام
زلباخ بای هام (به آلمانی: Seelbach bei Hamm) یک شهر در آلمان است که در التنکیرچن واقع شده‌است.